# Nainsukh (Film)
Nainsukh ist ein indisch-schweizerischer Film von Amit Dutta über das Leben von Nainsukh, dem bedeutendsten indischen Maler des 18. Jahrhunderts. Der Film hatte an den internationalen Filmfestspielen von Venedig 2010 in der Sektion Orrizonti seine Premiere und ist seither an zahlreichen Filmfestivals gezeigt worden. Er ist die erste Filmbiografie eines indischen Künstlers.

## Inhalt
Der von vielen langen Einstellungen und prächtig komponierten Bildern geprägte Film schildert Episoden aus dem Leben von Nainsukh, dem bedeutendsten Maler des 18. Jahrhunderts in Indien. Im Gegensatz zu seinem Vater Pandit Seu und zu seinem älteren Bruder Manaku, die stärker dem traditionellen Pahari-Malstil verpflichtet sind, ist Nainsukh fasziniert von der naturalistischen Malerei, die am Mogulhof betrieben wird. Mit dreißig verlässt er das Atelier und findet in Raja Balwant Singh, dem Fürsten von Jasrota, einen neuen Patron. Als Hofmaler dokumentiert er das Leben dieses Fürsten.
Der Film wurde an Originalschauplätzen gedreht und bezieht sich oft auf Bilder, welche Nainsukh selbst geschaffen hat.